# Gunnar Blombäck
Gunnar Blombäck, född 10 augusti 1954 i Skövde, är en svensk handbollstränare och tidigare handbollsspelare (mittnia). Han är som tränare främst förknippad med IFK Skövde, som han tränade i totalt 15 säsonger under två sejourer. Hans andra sejour (2000–2009) tog laget två SM-silver, 2005 (då man också vann grundserien) och 2007. Laget vann också Challenge Cup 2004 efter att ha vunnit över Dunkerque HGL i finalen.

## Karriär
Handbollskarriären började i moderklubben IFK Skövde där Blombäck spelade och tog sig till A-laget, som spelade i näst högsta divisionen. Han värvades sedan till Västra Frölunda IF och spelade allsvenskt några säsonger innan han återvände till IFK Skövde där han slutade spelarkarriären. Han var då lagkapten för laget. Som spelare var han också ungdomstränare i klubben och 1976 var han tränare för juniorerna i IFK Skövde som tog SM-guld detta år.
Mot slutet av 1980-talet avslutade han spelarkarriären och blev A-lagstränare i klubben. Han förde IFK Skövde till Elitserien 1990 och ledde klubben till 1993 då han tog över Schweiz landslag. Sejouren där blev kort, i slutet av 1994 slutade Blombäck då han tyckte att spelarna inte ville satsa ordentligt. Han var utan uppdrag några månader, fick erbjudande från Portugal och KIF Kolding men tackade nej, och i februari 1995 blev han tränare i norska klubben Viking Stavanger. Viking var då en framgångsrik klubb i norsk och skandinavisk handboll. Han stannade i Norge i fem år men återvände 2000 till sitt älskade Skövde. Det blev inledningen till IFK Skövdes bästa år med två SM-finaler och flera SM-semifinaler. Klubben missade bara slutspel 2008. Avslutningen i klubben blev mera turbulent med spelarprotester och att Ljubomir Vranjes skulle ta över klubben. Vranjes skrev treårskontrakt men hoppade av och stannade i Tyskland.
2009 lämnade Blombäck IFK Skövde och tog åter över Viking i Stavanger, men nu var klubben en andra rangens klubb i norsk handboll. Blomberg skrev till en början på ett fyraårskontrakt. 2017 meddelade klubben att man ska anställa en ny tränare.

### U-landslagsuppdrag
Blombäck har även tränat svenska ungdomslandslag i olika omgångar från 1990-talets början. Framgångsrikast blev U21-landslaget med spelare födda 1986/1987, som tog EM-silver 2006 och vann VM-guld 2007. Tränaruppdraget i landslagen slutade i moll. 2008 anklagade några spelare Blombäck för att varit berusad under träning och match. Anklagelserna var inte sanna men Blombäck slutade som tränare i ungdomslandslagen.